# DK Lacertae
DK Lacertae este o nova din constelația Lacerta care a explodat în 1950 cu o magnitudine de 5.0.

## Coordonate delimitative
Ascensie dreaptă: 22h 49m 46s.43   
Declinație: +53° 17' 18".1